# Bactris coloniata
Espèce
Statut de conservation UICN

 VU B1+2c : Vulnérable
Bactris coloniata est une espèce de plantes de la famille des Arecaceae.

## Publication originale
- Gentes Herbarum; Occasional Papers on the Kinds of Plants 3(2): 106, f. 82–84. 1933.